# Daniël Quirin Mulock Houwer
Daniël (Daan) Quirin Robert Mulock Houwer (Antwerpen, 10 maart 1903 - Amersfoort, 27 juni 1985) was een pionier in de vernieuwing van de kinderbescherming en jeugdzorg in Nederland. Hij was zeventien jaar directeur van opvoedingsmaatschappij Zandbergen en bekleedde vele nationale en internationale bestuurs- en adviesfuncties. 

## Moeilijke jeugdjaren
Mulock Houwers ouders ontmoetten elkaar in Antwerpen. Zijn moeder, oorspronkelijk van Alkmaar, dreef daar een herberg of koffiehuis, terwijl het beroep van zijn Zeeuwse vader onbekend is. De twee waren niet getrouwd en woonden niet samen, waardoor Mulock Houwer als bastaard gold (een benaming die hij later als geuzennaam gebruikte). In België zat hij een jaar of twee op een Franstalige kostschool. Op 5-jarige leeftijd verloor Mulock Houwer zijn vader, negen jaar later stierf ook zijn moeder. Na haar dood woonde hij in Nederland bij familie en kwam hij vervolgens terecht in opvoedingsmaatschappij Zandbergen en verschillende daarmee samenwerkende pleeggezinnen.
Na de hogereburgerschool voltooide hij de opleiding aan de Middelbare Koloniale Landbouwschool in Deventer en in 1925 vertrok hij naar Noord-Sumatra om te gaan werken als assistent-planter. Daar voegde zich later zijn vrouw Kea Post bij hem. Anderhalf jaar later keerden de Mulock Houwers terug en werden ze aangesteld als groepsleiders op Zandbergen, een instelling waar kinderen verbleven in een zo gezinsachtig mogelijke omgeving en waar ze voorbereid werden op verblijf in een pleeggezin. 

## Man van de praktijk
Daan Mulock Houwer was een man van de praktijk. Wat hij in de dagelijkse omgang met kinderen zag en ervoer, deed hem steeds op zoek gaan naar bruikbare visies en effectieve methoden. Hij bestudeerde daarvoor de literatuur, volgde in de jaren twintig onderwijs (onder andere bij de pedagoog Philip Kohnstamm), maakte studiereizen, legde werkbezoeken af en ging met anderen – ook de kinderen en jongeren – in discussie. Hij bekeerde zich niet tot één pedagogische school, leidsman of richting, maar ging eclectisch te werk. Uit zijn publicaties is die zoektocht naar inspirerende voorbeelden duidelijk af te lezen. Naast Kohnstamm – (her)opvoeding betekent vorming van het geweten –, waren dat William George – door zelfbestuur leren kinderen zich moreel te ontwikkelen –, Johann Heinrich Pestalozzi – de hulpverlener moet de ervaringen en mogelijkheden van het kind als uitgangspunt nemen voor interactie, opvoeding en behandeling –, en August Aichhorn – het verwaarloosde of misdadige kind is slachtoffer van zijn omgeving.
Na zijn eerste periode als groepsleider op Zandbergen werkte Mulock Houwer van 1929 tot 1933 als (adjunct-)directeur van het Observatiehuis voor jongens in Amsterdam, een gesloten instelling waar jongens geobserveerd werden die in aanraking waren gekomen met justitie. Van 1933 tot 1942 werd hij directeur van Zandbergen. In de oorlog werd hij opgepakt wegens hulp aan het verzet en kwam hij in de concentratiekampen van Natzweiler-Struthof en Dachau terecht. Zijn vrouw verving hem en zorgde voor de vier kinderen en voor de onderduikers en illegaal opgenomen joodse kinderen in Zandbergen.
Mulock Houwer overleefde Dachau en in 1946 trad hij aan als directeur van het Nationaal Bureau voor Kinderbescherming. Van 1949 tot 1957 was hij opnieuw directeur van Zandbergen. Dankzij zijn vele buitenlandse reizen en adviseurschappen had hij ook internationaal een naam opgebouwd als vernieuwer, inspirator en bruggenbouwer. In 1957 werd hij secretaris-generaal van de Union Internationale de Protection de l'Enfance, een non-gouvernementele organisatie gevestigd in Genève. Tien jaar later ontving hij een eredoctoraat van de Universiteit van Amsterdam en vervolgens was hij tot 1970 verbonden aan die universiteit als wetenschappelijk hoofdmedewerker voor onderwijs en onderzoek in de orthopedagogiek.

## Pionier en vernieuwer
Mulock Houwer maakte zich sterk voor professionalisering van de jeugdzorg in Nederland. Hij schreef handboeken, stond aan de wieg van opleidingen, zoals de sociaal-pedagogische opleiding Middeloo te Amersfoort, en bouwde een unieke bibliotheek op. Die bevindt zich nu, na vele omzwervingen in het Kinderrechtenhuis Nederland in Leiden. Samen met anderen, zoals de psychiater Frits Grewel en de psycholoog Jaap Koekebakker, pleitte hij al voor de Tweede Wereldoorlog voor behandeling van kinderen en jongeren gebaseerd op gedegen observatie en diagnose. Tot in de jaren zeventig bleef hij zich zeer actief bemoeien met vernieuwing van de hulpverlening aan kinderen en gezinnen.
Mulock Houwer was een van de eersten die bepleitten dat opvoeding in een pleeggezin meestal beter is dan in een instelling. Ook vond hij dat hulp aan jeugdigen pas zinvol is als hun ouders en andere gezinsleden erbij betrokken worden. Hij was een voorstander van co-educatie en bracht die al vroeg in de praktijk. Hij vond dat er in de kindertehuizen – lang een mannenbolwerk – veel meer vrouwen moesten werken, vooral in pedagogische functies. Hij streed voortdurend tegen de enorme verkokering en versnippering in de Nederlandse jeugdzorg en hij deed voorstellen om preventieve, algemene en specialistische jeugdzorg te integreren. In 1970 pleitte hij voor een ministerie van Gezins- en Jeugdzaken en in 1955 schetste hij hoe een laagdrempelige voorziening voor advies en ondersteuning aan gezinnen eruit zou kunnen zien, een soort Centrum voor Jeugd en Gezin avant la lettre. 
Zijn naam leeft nog voort in Mulock Houwer, de verzamelnaam van een aantal scholen voor speciaal onderwijs in Amersfoort en wijde omgeving, de Mulock Houwerbibliotheek en sinds 2011 de tweejaarlijkse Mulock Houwerlezing.